# Takecallis affinis
Takecallis affinis är en insektsart. Takecallis affinis ingår i släktet Takecallis och familjen långrörsbladlöss.

## Underarter
Arten delas in i följande underarter:
- T. a. affinis
- T. a. niitakayamensis